# Midnight Memories (singolo)
Midnight Memories è un singolo del gruppo musicale anglo-irlandese One Direction, pubblicato il 31 gennaio 2014 come terzo estratto dall'album omonimo.

## Descrizione
La canzone è stata scritta da due membri del gruppo, Louis Tomlinson e Liam Payne, insieme a John Ryan, Julian Bunetta e Jamie Scott.

## Video musicale
Il video, diretto da Ben Winston, è stato pubblicato il 31 gennaio 2014 ed è stato girato nel dicembre 2013 a Londra, in particolare sul Tamigi e sul Tower Bridge.

## Controversia
Il 19 dicembre 2013, è stato riportato che la  band britannica Def Leppard aveva chiesto ai propri legali di valutare un eventuale plagio tra Midnight Memories e la loro Pour Some Sugar on Me. Tuttavia, i due chitarristi dei Def Leppard, Phil Collen e Vivian Campbell, hanno poco dopo rivelato a Billboard che in realtà non avevano intrapreso alcuna azione legale. Collen definì la canzone «molto simile nella struttura», senza aggiungere altro. Campbell ha invece detto:

## Classifiche
| Classifica (2013) | Posizione massima |
| ----------------- | ----------------- |
| Lussemburgo       | 5                 |